# Драгуша, Албан
Албан Драгуша (алб. Alban Dragusha; 11 декабря 1981, Приштина, СФРЮ) — косовский албанец, футболист, защитник; тренер.

## Клубная карьера
Выступал за косовские клубы КЕК и «Косова». Зимой 2005 года перешёл в полтавскую «Ворсклу». В команде в то время играл другой косовец Исмет Муниши. Драгуша провёл всего 5 матчей за дубль и вскоре покинул клуб. Затем играл за азербайджанский «Баку» и албанскую «Бесу». После одного из матчей отборочного раунда Кубка УЕФА между «Бесой» и сербской «Бежанией» (2:2), его дисквалифицировали на 2 года за употребление запрещённых препаратов, у него нашли стероид нандролон. Вскоре играл за косовский клуб «Трепча». С 2009 года снова играл за «Бесу».

## Карьера в сборной
С 2005 года выступал за сборную Косово, в то время не признанную ФИФА и УЕФА.